# Jeong Mi-ra
Jeong Mi-ra (정미라?; 17 novembre 1956) è un'ex cestista e allenatrice di pallacanestro sudcoreana.

## Carriera
Con la Corea del Sud ha disputato i Campionati mondiali del 1975.